# 필리포 간나
필리포 간나(이탈리아어: Filippo Ganna, 1996년 7월 25일~)는 이탈리아의 자전거 경기 선수이다. 2020년 지로 디탈리아에서 4개 구간 우승, 2021년 지로 디탈리아에서 2개 구간에서 우승했으며 지로 디탈리아에서 5개 구간 연속 도로독주 우승 기록을 세웠다. 또한 2022년에 아워 레코드 세계 기록을 26년 만에 경신했다.
그는 이탈리아 국가대표 선수로서 2020년 하계 올림픽 남자 트랙 단체추발 종목에서 금메달, 2024년 하계 올림픽 남자 트랙 단체추발 종목에서 동메달을 획득했고 2024년 하계 올림픽 도로독주 종목에서 은메달을 획득했다. 또한 세계 트랙 선수권 대회에서 금메달 7개를 포함하여 총 14개의 메달을 획득했으며 세계 도로 선수권 대회에서 금메달 2개를 포함하여 메달 8개를 획득했다.